# Bogdanți, Silistra
Bogdanți (în bulgară Богданци, în română Uzungiorman) este un sat în comuna Glavinița, regiunea Silistra, Dobrogea de Sud, Bulgaria. 
Între anii 1913-1940 a făcut parte din plasa Turtucaia a județului Durostor, România.

## Demografie
Componența etnică a satului Bogdanți
     Bulgari (17,78%)
     Romi (12,56%)
     Turci (39,31%)
     Nicio identificare (30,34%)
La recensământul din 2011, populația satului Bogdanți era de 613 locuitori. Nu există o etnie majoritară, locuitorii fiind turci (39,31%), bulgari (17,78%) și romi (12,56%). Pentru 30,34% din locuitori nu este cunoscută apartenența etnică.